# Kisalesee
Der Kisalesee ist ein See in der Demokratischen Republik Kongo (DR Kongo) im Bukama-Territorium, Provinz Haut-Lomami. Mit einer Fläche von etwa 300 Quadratkilometern ist er der zweitgrößte See in der Upemba-Senke (Kamolondo-Senke), einem ausgedehnten Sumpfgebiet, das teilweise zum Nationalpark Upemba gehört.

## Geographie
Die Upemba-Senke ist ein trogartiger Graben, der etwa 400 Kilometer lang und 100 Kilometer breit ist und von Südwesten nach Nordosten verläuft. Die Rinne liegt an ihrem südwestlichen Ende etwa 1.000 Meter über dem Meeresspiegel und fällt steil auf eine Höhe von 610 Metern ab, wo sie flacher wird und auf einer Länge von 225 Kilometern in einem durchschnittlich 37 Kilometer breiten Gürtel von Seen und Sümpfen gefüllt ist. Einer dieser Seen ist der Kisalesee.
Der Lualaba mündet etwa 40 Kilometer nach dem Verlassen des Nzilo-Sees (Delcommune-Stausee) in die Upemba-Senke und durchquert die Sümpfe zwischen den Seen, mit denen er durch schmale Kanäle verbunden ist. Da er durch die Seen Kabwe und Kisale hindurchfließt, können diese als Erweiterungen des Flussbetts angesehen werden.

## Geschichte
1957 wurden Keramik- und Metallgegenstände aus einem Friedhof aus der Eisenzeit ausgegraben, der in Sanga am Nordufer des Sees entdeckt wurde. Die Stätte liefert Beweise für die Ursprünge des Luba-Volkes im heutigen Sambia und der Demokratischen Republik Kongo, das als eine der ersten Gruppen gilt, die in Zentralafrika mit Eisen gearbeitet haben. Um 800 n. Chr. lebten sie in dauerhaften Siedlungen an den Seen, Sümpfen und Flüssen der Region.
Der Boden ist fruchtbar und ermöglichte den Anbau von Feldfrüchten wie Sorghum und Hirse, während Fisch und Wild Proteinquellen lieferten. Die Bevölkerung wuchs und die Gesellschaft wurde komplexer. Zu den Grabbeigaben gehören Kupferartefakte, die durch Handel mit Menschen des Kupfergürtels weiter südlich erworben worden sein müssen.